# Всем общий сбор
«Всем общий сбор» (англ. Avengers Assemble!) — двадцать шестой и финальный эпизод второго сезона «Мстителей: Величайших героев Земли», который также является завершающим в мультсериале.

## Сюжет
Железный человек встречается с Капитаном Америка и размышляет, что Мстители оставят после себя в истории. Они видят летающие камни и следуют за ними до «Stark Industries», где выходит Терракс, герольд Галактуса, который сообщает о конце света, ибо приближается его хозяин. Старк бросается на Терракса, и тот взмахом шеста отбрасывает Железного человека, а затем и всех остальных героев. Тони говорит, что получил экстренные сообщения о том, что ещё трое герольдов Галактуса прибыли на Землю и строят какие-то установки. В особняке Кэп рассказывает про Галактуса, про которого узнал от Скрулла. Злодей собирается «есть» планету. Старк понимает, что им одним не справиться, и также говорит Кэпу вести их. На общем сборе супергероев Роджерс читает воодушевляющую речь, и они распределяются на группы. Каждая команда борется с каким-либо герольдом, а одна группа проникает на корабль Галактуса. Вижен определяет, что герольды не живые, а энергетические конструкции, созданные Галактусом. Железный человек, Жёлтый жакет, Мисс Марвел, Мистер Фантастик и Док Самсон пробираются по проводу и находят Галактуса. Он состоит из чистой энергии, заключённой в броню, и Жёлтый жакет стреляет в него частицей Пим, чтобы уменьшить, но Галактус тут же воспроизводит свою гигантскую форму и стреляет в Хэнка и Самсона.
Не без усилий Мстители побеждают герольдов Галактуса и разрушают их машины. Когда Галактус замечает это, он злится и вылазит из корабля. Он чинит машины и активирует их, начиная питаться энергией Земли. Мисс Марвел атакует его, а Железный человек и Мистер Фантастик думают, что делать. Рид понимает, что Галактус превращает энергию планеты в антиматерию, и Тони решает отправить его в негативную зону, полностью состоящую из неё. С Галактусом тем временем бьётся Тор, а после Железный человек говорит Капитану Америка отвести всех от корабля. Жёлтый жакет, Док Самсон, Рид Ричардс и Тони Старк выбираются из корабля Галактуса, открывая тоннель в негативную зону, который затягивает Галактуса. Однако он пытается прорваться обратно, но Железный человек и Тор окончательно заталкивают злодея в портал. Потом Старк поясняет Осе, что они выдворили Галактуса из вселенной в негативную зону, где он сможет бесконечно питаться антиматерией и не пожирать планеты. Кэп видит благодарных жителей Земли и говорит Железному человеку, что это ответ на его начальный вопрос о месте в истории.

## Отзывы
Джесс Шедин из IGN поставил эпизоду оценку 7,4 из 10 и написал, что для него «было приятным сюрпризом увидеть, что появились персонажи, кроме Серебряного Сёрфера, которые выполняют функцию герольдов Галактуса». Он продолжил, что «сценаристы пошли на довольно свободную интерпретацию этих четырёх персонажей, чтобы обыграть идею того, что каждый из них представляет одну из четырёх стихий», и отметил, что «самым значительным изменением было то, что ни один из них на самом деле не был живым, а был просто энергетическиой конструкцией, созданной Галактусом». Критик добавил, что «это изменение могло бы раздражать в другом контексте, но для одного получасового эпизода в мультсериале, который, возможно, никогда не будет продолжен, это было нормально». Однако рецензент посчитал, что «в финальный эпизод сценаристы втиснули слишком много материала», отчего «каждый аспект серии чувствовался так, что его можно было бы расширить или конкретизировать, если бы только позволяло время».
Screen Rant и CBR поставили серию на 7 место в топе лучших эпизодов мультсериала по версии IMDb.